# Bliss Corporation
Die Bliss Corporation (kurz: Blissco) ist ein italienisches Plattenlabel, welches 1992 in Turin gegründet wurde. Beheimatete Künstler sind unter anderem Eiffel 65, db pure und dARI. Blissco vertreibt vorwiegend Dance-, Elektro und Popmusik.
Der wohl bekannteste Produzent und DJ der Blissco ist Gabry Ponte.